# تاریخ گیلان (کتاب)
 تاریخ گیلان کتابی ست تألیف ملاعبدالفتاح فومنی گیلانی، که تاریخ گیلان در سالهای ۹۲۳ تا ۱۰۳۸ قمری/حدود ۸۹۶ تا ۱۰۰۷ خورشیدی یعنی از اواسط پادشاهی شاه اسماعیل یکم تا پایان حکومت شاه عباس یکم صفوی را بازگو می‌کند.

## ویژگی‌های کتاب
این کتاب در سدهٔ یازدهم هجری نگاشته است. متن کتاب بر پایه سبک نگارشی سده‌های دهم تا دوازدهم هجری نوشته شده است. عبدالفتاح از مردمان غرب گیلان (گیلان بیه‌پس) است، دیاری که اسحاقیه بر آن فرمان می راندند. از آن روست که نوشته‌اش پر از دلبستگی به امیران اسحاقی و ناخرسندی از خاندان کیایی (متعلق به گیلان بیه‌پیش) است. او در این کتاب به شرح رویدادهایی مانند قیامهای علی خان، طالش کولی، بهزاد بیگ، کارکیا فتحی، خیزش جانباز سلطان، آشوب برپا شده از سوی ملک جهانگیر، عصیان شاه ملک، قیام عادلشاه و مراسم سیر پنجک در کنار دریا در رودسر پرداخته است.
ملاعبدالفتاح فومنی گیلانی از کارکنان دیوانی زمان شاه عباس اول بوده است و مسئول امور دارائی و حسابداری بوده است از این رو در کتاب به مسائل دیوانی و دارائی نیز توجه شده و کتاب پر از اصطلاحات حسابداری و دیوانی زمان صفوی است.

## تصحیح و چاپ
این متن بر اساس نسخه‌ای که برنهارد دارن بر پایه آخرین تصحیح ملامحمدجعفر اهری در چاپخانه آکادمی سلطنتی پترزبورگ در سال ۱۲۷۴ هجری به چاپ رسانده و نمونه‌ای از آن در کتابخانه موزه اشمولین آکسفورد انگلستان وجود دارد، تصحیح و تحشیه شده است. در سال ۱۳۴۹ تاریخ گیلان توسط منوچهر ستوده در بنیاد فرهنگ ایران تصحیح و چاپ شده است.